# Meisel Farkas Alajos
Meisel Farkas Alajos (eredeti neve Meisel Binjanin Zeév; németül Wolf Aloys Meisel) (Roth-Janowitz (Csehország), 1816.  - Pest, 1867. november 30.) zsidó teológus és hitszónok, pesti főrabbi.

## Életpályája
15 éves koráig szülővárosában tanult.több kisebb cseh városban töltötte gyermekkorát. 17 éves korában Hamburgba került, hol gimnáziumi és talmudi tanulmányokkal foglalkozott. 1832-től Hamburgban, majd  Berlinben és 1838-ban Breslauban folytatta tanulmányait. 1843-ban bölcseletdoktori oklevelet szerzett és Stettin városába hívták meg rabbinak. Később Magyarországra jött: Schwab Löw főrabbi halála (1857) után 1859-ben elfoglalta a pesti rabbiszéket. A Pallas nagy lexikonának jellemzése szerint "Itt imponáló megjelenése, ritka szónoki tehetsége, költői virágos nyelvezete és elragadó előadása rajongó tisztelőket, azon körülmény pedig, hogy a magyar viszonyokba nem tudta magát beletalálni, valamint a zsidó eskü dolgában tett egy nyilatkozata sok ellenséget szerzett neki."

„Kiváló szónok és önérzetes pap volt, kinek volt bátorsága Pálffy Móric császári helytartó felszólítására önálló véleményt mondani a hazai, elsősorban a pesti zsidóság erkölcsi állapotáról. Meisel e felszólítás folytán memorandumot dolgozott ki és 1863-ban átadta a helytartónak. A memorandum-ügy hetekig izgalomban tartotta a hazai zsidóságot, holott Meisel nem tett egyebet, csak minden szépítgetés nélkül feltárta a fővárosi élet erkölcsi veszélyeit és hogy éppen ezért mennyire szükséges a vallásos nevelés, a nővédelem, továbbá hogy mennyire hátrányos a hazai hitközségeknek egymástól való teljes függetlensége, minden egyházi szervezet hiánya. Meisel sok jót alkotott az istentisztelet megnemesítése, a vallásos élet megszilárdítása és a felekezeti jótékonyság gyakorlása terén. Része volt a pesti talmud-tóra iskola, az aggokháza, a nőegylet és az országos izraelita tanítóegyesület megalapításában.”

Meisel kiadta a Hakarmel című német nyelvű folyóiratot, amelyben arra törekedett, hogy békét teremtsen a haladók és a konzervatívok között. Mivel néhány vallási szokásban ő is megengedhetőnek találta a változtatást, Schlesinger Izrael Dávid bazini rabbi éles támadást intézett ellene Har Tovór című könyvében.
Elkészülte után a Király utcai Orczy-ház mellett azonnal a Pesti Izraelita Hitközség új központja lett.
Meisel ösztönzésére, vagy segédletével alakult meg a Talmud Tóra iskola, az Országos Izraelita Tanítóegyesület, az Aggok háza, illetve Bischitz Johanna szellemi és Gotteszmann Mária gyakorlati vezetésével 1866-ban a Pesti Izraelita Nőegylet. 
Meiselt szónoklás közben érte utol a halál az Orczy-házi templomban.

## Megjelent művei
1. Leben und Wirken Naphtali Hartwig Wessely's. Breslau, 1841.
2. Das Judenthum für seine Bekenner an die Bekenner der Tochterreligion. Stettin, 1847.
3. Die jüdische Synagoge an die freie christliche Gemeinde. Nordhausen, 1850. (2. kiadás).
4. Homilien über die Sprüche der Väter zu erbauender Belehrung über Beruf und Pflicht des Israeliten. Breslau, 1855. (2. átnézett kiadás. U. ott, 1889., 3. kiadás. U. ott, 1890.).
5. Israelitische Sabbathund Festgesänge. Pest, 1855. (U. ott, 1859., 1860.).
6. Die Bedingungen des Bundes. Antritts-Rede, gehalten im Cultus-Tempel zu Pest, am 13. August 1859. Ugyanott, 1859.
7. Die Himmelstochter und ihre Freier. Rede .. am 6. September 1859. U. ott, 1859.
8. Wem gehört die Erde? Rede, gehalten bei der Grundsteinlegung des israel. Hospitals und Bethauses in Marienbad. U. ott, 1860. (3. kiadás). —
9. Prinz und Derwisch, oder die Makamen Ihn Cbisdais. U. ott, 1860. (2. kiadás). —
10. Der Stein auf dem Brunnen. Predigt. U. ott., 1860.
11. Wörterbuch zu den fünf Büchern Moscheh ... U. ott, 1860.
12. Épületes erkölcsbeszédek «Pirke Aboth» tanmondatai fölött. Magyarította Bauer-Márkfi Lőrincz. I. füzet. U. ott, 1862.
13. Der Prüfstein. Sittenspiegel des Kalonymos ben Kalanymos. Metrisch übersetzt. Bpest, 1878. [6]